# عزلة الخميس (عمران)

تعديل مصدري - تعديل

عزلة الخميس هي إحدى عزل مديرية ثلاء في محافظة عمران اليمنية ويبلغ تعداد سكانها 3700 نسمة حسب التعداد السكاني في اليمن لعام 2004.